# Rue de la Vierge
Pour l’article homonyme, voir Rue de la Vierge (Toulouse).
La rue de la Vierge est une ancienne voie de Paris qui était située dans l'ancien 10e arrondissement et qui a été absorbée par l'ouverture de l'avenue Bosquet en 1858.

## Situation
La rue de la Vierge, d'une longueur de 402 mètres, qui était située dans l'ancien 10e arrondissement, quartier des Invalides, commençait au 79, quai d'Orsay et finissait au 186, rue Saint-Dominique.
Les numéros de la rue étaient noirs. Le dernier numéro impair était le no 27 et le dernier numéro pair était le no 8.

## Origine du nom
Elle doit ce nom au voisinage de la chapelle de la Vierge qui y fut construite en 1737, et qui devint, peu de temps après, l'église Saint-Pierre-du-Gros-Caillou. Une statue de la Vierge se voyait dans une niche, au coin de cette rue et de celle de Saint-Dominique-Gros-Caillou.

## Historique
Cette rue était formée de 2 voies qui furent réunies sous la même dénomination par un décret ministériel du 8 janvier 1850 :
- première partie, comprise entre la rue de l'Université et la rue Saint-Dominique. Elle fut ouverte au milieu du XVIIIe siècle. Une décision ministérielle du 18 pluviôse an X (7 février 1802), signée Chaptal, fixe la largeur de cette voie publique à 10 mètres ;
- seconde partie, comprise entre le quai d'Orsay et la rue de l'Université. Elle a été ouverte en 1833, sur des terrains dépendant de l'île des Cygnes et appartenant à la ville de Paris sur une largeur de 15 mètres.

Classée dans les voies de Paris de 1760-1771, cette voie est visible sur le plan de Deharme de 1763 ainsi que sur celui de Jaillot de 1775.
La rue disparait lors de l'ouverture, en 1858, du boulevard de l'Alma.